# Űrvadász-sorozat
Az Űrvadász-sorozat Isaac Asimov ifjúsági regénysorozata, ami Paul French álnéven, 1952-től 1958-ig jelent meg.

## A regénysorozat alaptörténete
Az Űrvadász-sorozat főhőse David "Lucky" Starr, a Tudományos Tanács tagja.
|  | Alább a cselekmény részletei következnek! |

4 éves korában David szüleivel, Lawrence és Barbara Starr-al egy utasszállító űrhajón a Vénuszra tart. Az űrhajót kalózok támadják meg és mindenkit – köztük David szüleit is – lemészárolják. Egyedül a kis David menekül meg; édesanyja még időben betuszkolja egy mentőkabinba mely két napig kering a Vénusz körül mire a mentőcsapatok megtalálják. A kaland túlélése valóságos csoda volt és további élete során is sokszor áll David mellé a szerencse, innen kapta becenevét: Lucky. Az árván maradt kisfiút Lawrence két jó barátja Hector Conway és Augustus Henree tanácsosok veszik szárnyuk alá és sajátjukként nevelik fel.
David briliáns eredményeket ér el sportban, tanulásban egyaránt. Már az egyetemen jelentős kutatásokat végez a biofizika területén, így a doktorátus megszerzése után a Tudományos Tanács tagja lesz, méghozzá a Tanács történetében ő lesz az első, aki ilyen fiatalon felvételt nyer a Tanács tagjai közé. A Tudományos Tanács nemcsak tudományos kutatással foglalkozik, hanem a Föld békéjén is őrködik. Különösen a Föld ellenlábasát a Szíriuszt kísérik figyelemmel. Beépített ügynökeik, hírszerzőik vannak. A Tanács befolyásos, nagy tiszteletnek örvendő szervezet. Tagjai ha hivatalosan nem is, gyakorlatilag azonban a kormány tagjai fölött állnak.
Luckyt első küldetése a Marsra szólítja. Itt ismerkedik össze a kisnövésű marsi farmerrel John Bigman Jones-szal, aki nemes egyszerűséggel csak Colosnak hívatja magát. Colos és Lucky hamarosan összebarátkoznak, és elválaszthatatlan társak lesznek. Lucky életének fő célja, hogy megtalálja és felelősségre vonja szülei gyilkosait ill. minden erejével megakadályozza a szíriusziak Föld ellen irányuló ármánykodásait. Colos minden küldetésére elkíséri Luckyt, számtalanszor megmentik egymás életét. Colos apró termete ellenére jól verekszik és remekül bánik a tűpuskával, Lucky nemkülönben. Jó a közelharcban, minden helyzetben feltalálja magát, remek nyomozó. Jó szimata van és remekül ért ahhoz, hogy egy rejtélyes ügy darabkáit összeillessze. A sorozat címét adó Űrvadász kifejezés is David "Lucky" Starr-ra vonatkozik. Az "Űrvadász" nevet az első történet során kapja, amely azonban nem csak egy nevet takar.
|  | Itt a vége a cselekmény részletezésének! |

## Magyarul
- Az űrvadász. Az űrvadász első története; ford. Benedek Mihály; Cédrus, Bp., 1992
- Az aszteroidák kalózai. Az űrvadász második története; ford. Kiss Marianne; Cédrus, Bp., 1992
- A Vénusz óceánjai. Az űrvadász harmadik története; ford. Benedek Mihály; Cédrus, Bp., 1992
- A Merkúr óriás napja. Az űrvadász negyedik története; ford. Kiss Marianne; Cédrus, Bp., 1992
- A Jupiter holdjai. Az űrvadász ötödik története; ford. Benedek Mihály; Cédrus, Bp., 1992
- A Szaturnusz gyűrűi. Az űrvadász hatodik története; ford. Kiss Marianne; Cédrus, Bp., 1992
- Az űrvándor / Az aszteroidák kalózai. Űrvándor I-II.; ford. Sámi László; Gabo, Bp., 2019
- A Vénusz óceánja; ford. Tamás Gábor / A Merkúr óriás napja. Űrvándor II.; ford. Sámi László; Gabo, Bp., 2023

## Részei
- Az Űrvadász (David Starr, Space Ranger, 1952)
- Az aszteroidák kalózai (Lucky Starr and the Pirates of the Asteroids, 1953)
- A Vénusz óceánjai (Lucky Starr and the Oceans of Venus, 1954)
- A Merkúr óriás Napja (Lucky Starr and the Big Sun of Mercury, 1956)
- A Jupiter holdjai (regény) (Lucky Starr and the Moons of Jupiter, 1957)
- A Szaturnusz gyűrűi (Lucky Starr and the Rings of Saturn, 1958)